# 33 Export
33 Export est une marque de bière appartenant à Heineken. 
La version française est une bière blonde, de type lager, à 4,3 %.

## Histoire

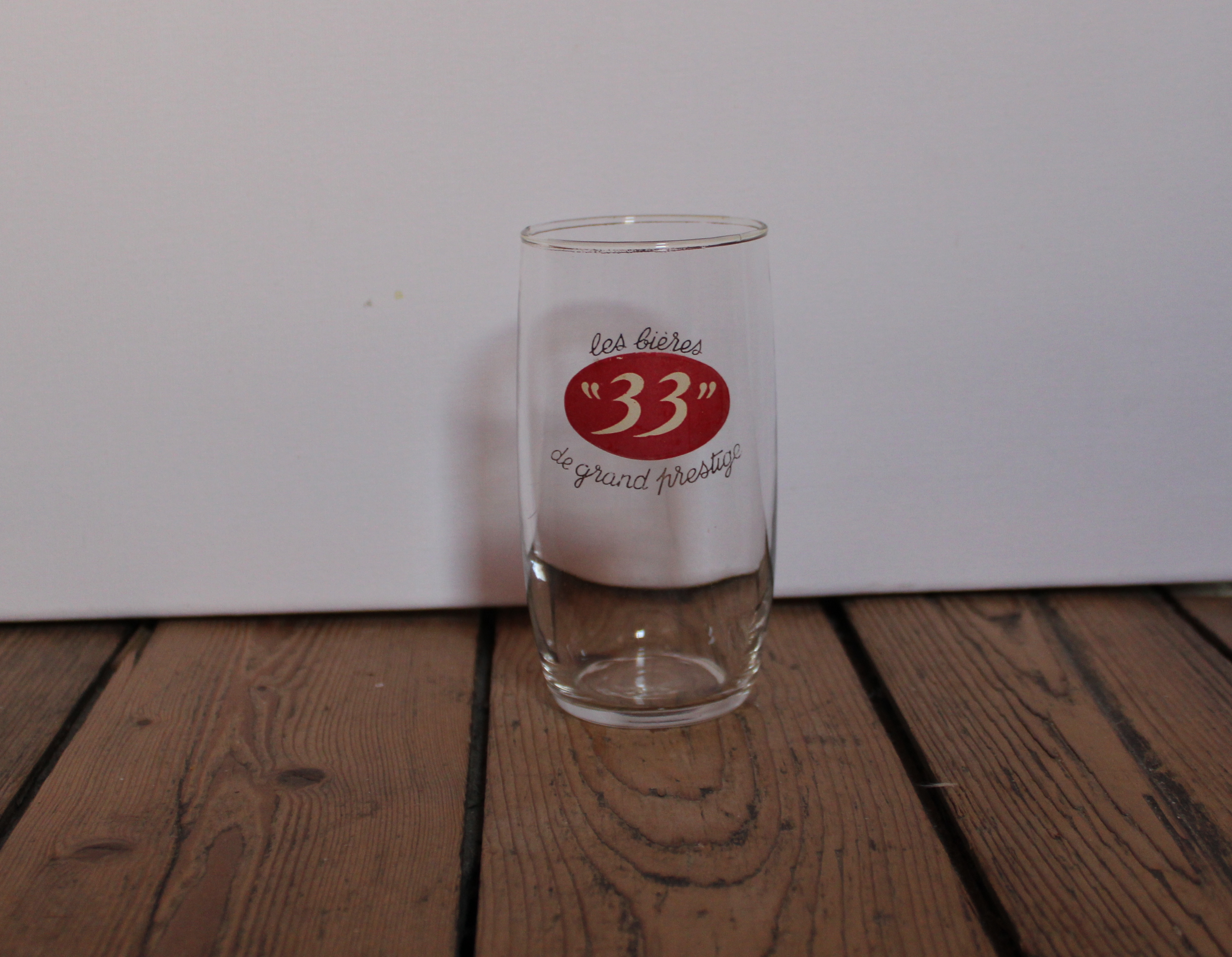
Vieux verre à bière
"33" Les bières de grand prestige.

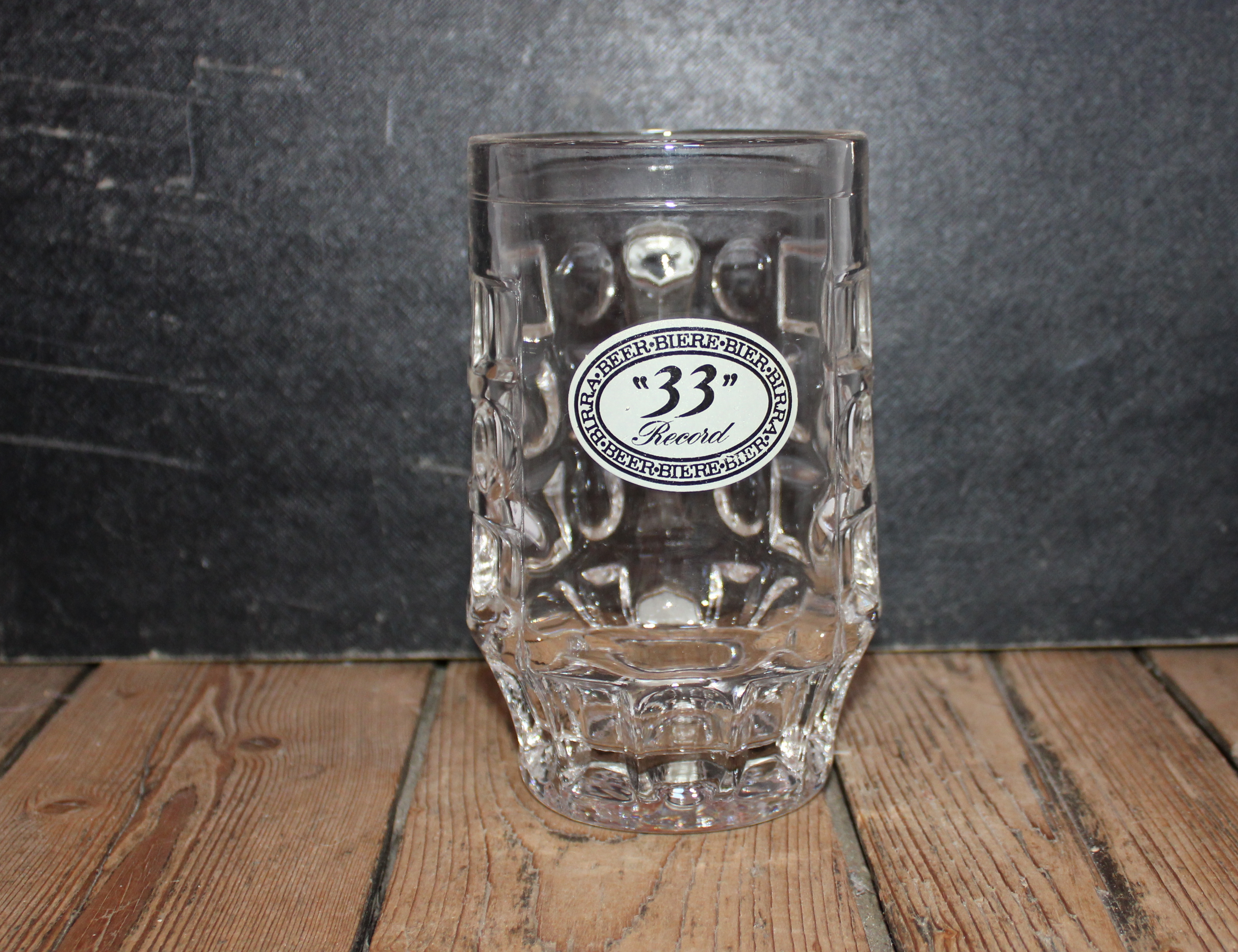
Chope 33 Export.

La 33 Export a été lancée en Indochine par la Brasserie Cho Lon. Destinée à l'exportation, son nom lui vient de son conditionnement, à l'origine une bouteille de 33 cl.
La brasserie Cholon, reprise par les Brasseries et Glacières d'Indochine (B.G.I.), avait été fondée en 1894 par Victor Larue et par Hommel dans le quartier Cholon de Saïgon. Larue est un sergent-chef de l'armée française démobilisé, et Hommel un petit brasseur local. Après leur mort, les quatre frères de la Maison Denis frères, installés à Saïgon depuis 1862, rachètent la B.G.I. À son maximum, la brasserie emploie 4 000 personnes. La production de la 33 Export cesse en 1975, elle est remplacée par la 333.
La 33 Export est brassée pour la première fois en France par la Brasserie de Drancy en 1960.
Elle est lancée en Angleterre en 1986. À son apogée, elle était présente dans 80 pays et la production atteignait 1,5 million d'hectolitres.
En France, la 33 Export est brassée par la Brasserie Pelforth de Mons-en-Barœul et par la Brasserie de la Valentine de Marseille.
Outre une exportation intensive (le groupe Heineken est présent dans 170 pays), la licence de la 33 Export est vendue à plusieurs brasseurs d'Afrique. Elle existe sous différentes variantes selon les particularismes locaux même si l'identité visuelle à dominante rouge demeure. Le degré d'alcool peut varier (de 4,8 à 5,1 %) et quelques modifications surviennent dans la recette, par exemple l'ajout de riz.

## Licences

### Au Bénin
La licence 33 Export appartient depuis 2009 à la Brasserie BB Lome qui propose le format 33 cl et 65 cl à 5 %. La cible du marché est le sport, sponsor n°1 du football au Bénin.

### Au Cameroun
La 33 Export est fabriquée par les Brasseries du Cameroun. La stratégie commerciale de cette marque est voisine de celle du Bénin. Positionnement sport avec un budget publicitaire orienté football, bouteilles de 33 cl et 65 cl comme au Bénin, mais un degré d'alcool de 5,1 %.

### En Algérie
Vendue par la société nouvelle Brasseries SNB filiale du groupe Castel.

### Au Maroc
La licence 33 Export appartient aux Brasseries du Maroc, filiale du groupe Castel depuis 2003.

### Au Gabon
La Société des brasseries du Gabon ou SOBRAGA, située à Owendo au sud de Libreville vend les marques 33 Export, mais aussi Guinness, Castel, et la bière locale Régab.

### En Centrafrique
Brassée par Mocaf, filiale du groupe Castel.

### En Tunisie
La 33 Export est brassée par la Société de fabrication des boissons de Tunisie. Les volumes de ventes des fûts suivent la fréquentation touristique, tandis que les bouteilles sont davantage vendues en grandes surfaces.

### Au Vietnam
La 33 Export a été renommée 333 en 1975.

### En Guyane française
La 33 export fut brassée par la Brasserie et Glacière de Guyane dans les années 1970.

## Sponsoring
Sponsorisé par l'entreprise, le bateau 33 Export participe à la Whitbread en 1973, 1977 et 1981. Il échoue en 1981 et arrête la course.
La marque aime se positionner sur le football. Le slogan « Vivez le monde 33 Export » a été modifié en « Vivez le monde du Football avec 33 Export, Supporter N°1 du Football ».
C'est également l'une des premières marques de bière à se vendre en bouteille plastique, en 1999.